# Vocea Basarabiei (mișcare)
Vocea Basarabiei a fost unul dintre numeroasele grupuri antisovietice din Basarabia. Acesta a fost fondat în 1945 și desființat în 1948. Un membru cunoscut a fost pictorul basarabean Victor Zâmbrea. 